# Landi (Unternehmen)
Die Landi Schweiz AG ist die nationale Einkaufs-, Logistik- und Marketingorganisation für die Landi-Läden. Hauptaktionär ist die Schweizer Agrargenossenschaft Fenaco. Weitere Anteile halten die LAVEBA Genossenschaft in St. Gallen und der Genossenschaftsverband Schaffhausen (GVS). Die rund 270 Landi-Läden konzentrieren sich auf den ländlichen Raum in der Deutsch- und Westschweiz. Weiter gibt es auch den Landi-Online-Shop.
Gemeinsam bilden die Landi-Läden und die Landi Schweiz AG den Landi Detailhandel. Daneben steht die Marke Landi auch für die schweizweit 183 landwirtschaftlichen Genossenschaften und Aktiengesellschaften (Stand 2020). Eigentümer (Mitglieder) der Landi sind im Grundsatz aktive Schweizer Bauern als Genossenschafter oder Aktionäre.
Die nationale Verteilung ab Dotzigen wurde an die Fiege Logistik (Schweiz) AG ausgelagert.

## Angebot der Landi-Läden
Das Sortiment der Landi-Läden umfasst rund 8000 Artikel. Der Fokus des Sortiments liegt auf Eigenmarken, die bekanntesten sind Farmer (Getränke), Okay (Geräte und Zubehör für den Garten), Capito (Erden, Pflanzennahrung und Pflanzenschutz) sowie bitscat und bitsdog (Tiernahrung). Die Landi setzt auf eine konsequente Dauertiefpreisstrategie. Ergänzt wird das Sortiment durch «Top Angebote». Dies sind Artikel, die nur in einem begrenzten Zeitraum angeboten werden. Die Landi bietet zudem einen umfassenden Produkteservice über das gesamte Sortiment an.
Seit 2013 vertreibt die Landi Motorroller unter der Eigenmarke Tell, die in China hergestellt werden. Insgesamt kommen rund 11 % der in der Landi angebotenen Produkte aus China, 5 % aus dem übrigen Asien, 52 % aus der Schweiz, 14 % aus Deutschland, 17 % aus dem übrigen Europa, 1 % aus Amerika und 0,1 % aus Afrika (Stand 2020).

## Geschichte
Im 19. Jahrhundert entstanden in der ganzen Schweiz – mit Ausnahme des Tessins – landwirtschaftliche Genossenschaften. Diese übernahmen die Vermarktung der Ernte und ermöglichten günstigere Preise beim Einkauf von Agrarprodukten.
1964 gründete der Verband landwirtschaftlicher Genossenschaften Bern (VLG) das Ressort Geräte. 1971 schlossen sich fünf landwirtschaftliche Genossenschaftsverbände aus dem Mittelland und der Westschweiz zusammen und gründeten die Arbeitsgruppe Haus & Garten. Diese hatte zum Ziel, die Einkaufsaktivitäten der einzelnen Genossenschaften zusammenzuführen. Die Arbeitsgruppe baute das Sortiment der Agrarprodukte aus, um weitere Kundengruppen anzusprechen. 1979 wurde vom VLG Bern, vom NWV Solothurn, vom VLGZ Luzern, vom FCA Fribourg und vom FVAV Lausanne die UFA Haus & Garten AG in Bern mit Sitz in der Felsenau (Bern) gegründet. Der Erfolg dieser Arbeitsgruppe bewog die landwirtschaftlichen Verbände der Ostschweiz (VOLG Winterthur, Landverband St. Gallen (eh. LV St. Gallen, seit 2019 LAVEBA), GVS Schaffhausen) dazu, im Jahr 1984 die UFA Haus + Garten Pfungen AG mit Sitz in Pfungen zu gründen.
1988 folgte die Fusion mit der UFA Haus + Garten AG Bern und im folgenden Jahr der Umzug von Bern und Pfungen nach Dotzigen. Erster Direktor wurde Heinz Wälti. Die UFA Haus + Garten AG war von nun an eine Dienstleistungsorganisation für die Verkaufsstellen der landwirtschaftlichen Genossenschaften. Das Dienstleistungsangebot umfasste die Marketingstrategie inklusive einheitlichem Werbeauftritt, Layout und Einrichtung der Läden, Schulungen des Verkaufspersonals, Einkauf sowie Logistik der Produkte.
Der Geschäftsbereich Haus und Garten entwickelte sich erfreulich, während das Agrarsortiment stagnierte. Um neue Kundengruppen zu gewinnen, wurde deshalb das Sortiment gezielt angepasst. Weiter wurde auch die Umsetzung der Vision «grössere Verkaufsflächen» vorangetrieben.
1994, ein Jahr nach der Gründung der Fenaco, wurde aus der UFA Haus + Garten AG die Landi Schweiz AG. Die Verkaufsstellen wurden in «LANDI Läden» umbenannt. Im selben Jahr wurde der erste Landi-Laden, wie er heute bekannt ist, in Ebikon eröffnet.
Seither wird das Landi-Laden Konzept in Zusammenarbeit zwischen den Mitgliedern Landi und der Landi Schweiz AG kontinuierlich weiterentwickelt und optimiert. In den letzten Jahren wurde bei den regionalen Landis zahlreiche Fusionen vollzogen.
In Dotzigen kam es 2008 zum Bau eines Hochregallagers. 2014 trat Ernst Hunkeler die Nachfolge von Heinz Wälti an. 2015 wurde in Lahr, Deutschland, eine Lagerhalle von LahrLogistics eröffnet, ein Joint Venture mit der ZG Raiffeisen. Drei Jahre später erfolgte am selben Standort die Inbetriebnahme von zwei zusätzliche Lagerhallen. 2020 wurde das Garden Center Plus in Luxemburg eröffnet, welches Ende 2023 wieder geschlossen wurde. Anfang Februar 2024 wurde auch das Pilotprojekt mit Läden in Süddeutschland beendet. Im August 2024 wurde in Rotkreuz die erste Filiale der Schweiz in der Kernzone einer Stadt eröffnet. Am 24. Juli 2025 eröffnete in den ehemaligen Räumlichkeiten von Do it + Garden Migros im Berner Wankdorf eine Filiale. Bereits zuvor wurde bekannt, dass die Do it + Garden Migros Filiale im Wynecenter in Buchs AG übernommen wird.

## Genossenschaften (Auswahl)
2018 zählte die Landi Weinland, Genossenschaft aus Marthalen mit rund 99,4 Millionen Franken zu der Spitze der Landis. Ihr Umsatz ist im Geschäftsjahr 2022, durch mehrere Fusionen in den Vorjahren, auf über 140 Millionen Franken angestiegen. Die Landi Reba AG aus Aesch BL, wessen Aktien zu 90 Prozent im Besitz der Fenaco sind, dürfte mit einem Umsatz von über 100 Millionen Franken im Jahr 2021 ebenfalls zu den umsatzstärksten Landis gehören. 2022 erhöhte sich ihr Umsatz auf gut 109 Millionen Franken. Ebenfalls Jahresumsätze von um die 100 Millionen Franken schreibt die Landi Züri Unterland, Genossenschaft. Mit einem Umsatz von 61,28 Millionen Franken zählte die Landi Maiengrün, Genossenschaft aus Hendschiken zu den zehn grössten Landis im Jahr 2019. 2021 lag ihr Umsatz bei rund 66 Millionen Franken, ein Jahr später bei knapp 73 Millionen Franken. Die Landi Frila, Genossenschaft aus Eiken war im Jahr 2012 mit einem Umsatz von 56,6 Millionen Franken die fünftgrösste Landi. Im Jahr 2022 ist ihr Umsatz auf gut 69 Millionen Franken angestiegen und im folgenden Jahr auf rund 62 Millionen Franken gesunken. Die Landi Freiamt, Genossenschaft mit Sitz in Bünzen machte im Jahr 2022 erstmals einen Umsatz von über 100 Millionen Franken. Nach verschiedenen Fusionen in den Vorjahren erreichte die Landi Luzern-West, Genossenschaft 175,3 Millionen Franken Umsatz im Jahr 2023. Neben den Genossenschaften machte aber z. B. auch die im Jahr 2009 als Tochtergesellschaft der Fenaco gegründete Landi Graubünden AG im Jahr 2024 einen Umsatz von über 100 Millionen Franken.